# Атток
Атток — місто у провінції Пенджаб, Пакистан, столиця однойменного округу. Населення міста становить 97 374 чоловік (станом на 2010 рік).. Розташовано на березі річки Інд.

## Демографія
| 1961   | 1972   | 1981   | 1998   | 2010   |
| ------ | ------ | ------ | ------ | ------ |
| 19 041 | 29 172 | 39 986 | 69 588 | 97 374 |